# Wąsewo (gromada)
Wąsewo – dawna gromada, czyli najmniejsza jednostka podziału terytorialnego Polskiej Rzeczypospolitej Ludowej w latach 1954–1972.
Gromady, z gromadzkimi radami narodowymi (GRN) jako organami władzy najniższego stopnia na wsi, funkcjonowały od reformy reorganizującej administrację wiejską przeprowadzonej jesienią 1954 do momentu ich zniesienia z dniem 1 stycznia 1973, tym samym wypierając organizację gminną w latach 1954–1972.
Gromadę Wąsewo z siedzibą GRN w Wąsewie utworzono – jako jedną z 8759 gromad na obszarze Polski – w powiecie ostrowskim w woj. warszawskim, na mocy uchwały nr VI/10/11/54 WRN w Warszawie z dnia 5 października 1954. W skład jednostki weszły obszary dotychczasowych gromad Bagatele, Brzezienko Nowe, Brzezienko Rościszewskie, Brzezienko Stare, Dalekie, Króle, Mokrylas Szlachecki, Mokrylas Włościański, Rząśnik Szlachecki, Rząśnik Włościański, Wąsewo, Wąsewo kolonia, Wysocze, Zastawie i Zgorzałowo ze zniesionej gminy Komorowo w tymże powiecie oraz obszar dotychczasowej gromady Wysocze-Bartosy ze zniesionej gminy Czerwin w powiecie ostrołęckim (woj. warszawskie). Dla gromady ustalono 27 członków gromadzkiej rady narodowej.
1 stycznia 1957 z gromady Wąsewo wyłączono część obszaru wsi Zastawie włączając ją do gromady Przedświt w tymże powiecie, natomiast z gromady Przedświt przyłączono do gromady Wąsewo część obszaru wsi Brudki Stare.
31 grudnia 1959 do gromady Wąsewo przyłączono obszary zniesionych gromad Przedświt (bez wsi Małaszek, Plewki i Suski Stare) i Grądy (bez wsi Rynek) w tymże powiecie.
1 stycznia 1969 do gromady Wąsewo przyłączono wieś Rososz ze znoszonej gromady Suchcice w powiecie ostrołęckim w tymże województwie.
Gromada przetrwała do końca 1972 roku, czyli do kolejnej reformy gminnej. 1 stycznia 1973 w powiecie ostrowskim utworzono gminę Wąsewo (właściwie reaktywowano, ponieważ jednostka o nazwie gmina Wąsewo istniała także przejściowo w końcu XIX wieku oraz pod okupacją hitlerowską).